# Jag får ej se Guds dag
Jag får ej se Guds dag är en psalm med text skriven av Frans Michael Franzén.

## Publicerad i
- 1819 års psalmbok som nr 365 under rubriken "Med avseende på särskilda personer, tider och omständigheter: Sjukdom och hälsa: För en blind".[1]